# 赵怡翔
趙怡翔（1988年7月31日—），臺灣政治人物、幕僚，民主進步黨籍。現任臺北市議會議員，曾任駐美國臺北經濟文化代表處一等諮議兼政治組組長、民主進步黨國際事務部主任、副主任、國家安全會議秘書長辦公室主任、總統府秘書長辦公室主任、外交部部長辦公室主任、小英教育基金會研究員等職。

## 早年
趙怡翔1988年出生於臺北市，父親趙之強曾於福特六和汽車工作。趙怡翔四歲起因為父母工作因素，跟著家人旅居世界各地，他自述：「我4歲半就搬到日本廣島，之後每兩三年換一個國家，還住過北京，最後定居加拿大」；曾旅居台灣、日本、中國大陸、英國、加拿大。
趙怡翔於加拿大唸小學，回台進入國立高雄師範大學附屬高級中學國中部；國中畢業再返回加拿大求學，就讀约克大学政治系。
大學畢業後，他回到台灣自薦成為自由報系英文報紙《台北時報》記者，主跑政治新聞，負責民進黨中央。退伍後，他申請伦敦大学伯贝克学院的一年制碩士班，完成八個月的課程後回到台灣，並在台灣完成論文，取得國際經濟法碩士學位。

## 政務職位
- 小英教育基金會研究員（2013年5月－2014年6月）
- 民進黨中央黨部國際事務部副主任（2014年6月－2016年5月）
- 國家安全會議秘書長辦公室主任（2016年5月－2017年5月）
- 總統府秘書長辦公室主任（2017年5月－2018年2月）
- 中華民國外交部部長室主任（2018年2月23日－2018年12月）

2019年1月17日，趙怡翔遭《中國時報》披露，趙在擔任國安會秘書長辦公室主任的前三個月期間，仍然擁有加拿大國籍。

## 駐美代表處
2019年1月3日，趙怡翔抵達美國華府，就任駐美代表處政治組長。《中國時報》先前曾報導行政院內閣改組後，外交部長吳釗燮可望回任國家安全會議秘書長，並安排趙怡翔為「駐美副代表」。吳釗燮後來坦承確實有此打算。總統蔡英文1月14日否認事先知情趙怡翔的人事任命。
由於該職位依規定應由具外交人員資格者擔任，該任命決定遭致抨擊，認為其用人唯親而僭越文官體制。批評者包含前駐美代表處政治組長介文汲、前外交部部長程建人、前國安會秘書長蘇起。表達反對的政治人物尚包含：台北市議員羅智強、立法委員曾銘宗、李正皓、民進黨籍台北市議員王世堅。羅智強及《中國時報》一度誤報其實際職等及薪俸，遭外交部駁斥，並澄清：「原任外交部簡任10職等的部長辦公室主任，依法獲聘為一等諮議。」吳釗燮解釋，任命趙怡翔是因為外交部一時缺乏接替之人選，並否認該任命排擠外交人員職缺。
趙怡翔亦受到部分外交人士聲援，肯定其工作表現及才華，包括：美國在台協會政治組長馬志安、駐歐盟代表曾厚仁、駐美國波士頓辦事處處長徐佑典、外交部北美司長姚金祥、駐德代表謝志偉、新加坡駐台辦事處前政治主任白炳毅（Sean Bai）。其他聲援者包括政治學家葛來儀、《每日電訊報》駐台記者尼古拉·史密斯（Nicola Smith）、駐台德國自由記者白德瀚（Klaus Bardenhagen）。
外交部同月28日證實，台灣智庫國際事務部主任董思齊派任駐韓副代表、台日關係協會秘書長張淑玲出任駐日副代表兩項人事案已撤銷；張淑玲改至橫濱任分處長。
2019年1月11日，監察委員劉德勳、仉桂美、江綺雯主動申請調查此案。監察院同年8月16日對外交部提出糾正案，指其混淆人事法令、趙怡翔不符任用資格。然而另有11名監察委員提出不同意見書，稱該糾正案打擊政府用人靈活性。外交部則批評監察院調查報告部分不符事實，並堅稱其任用並無不法。
趙怡翔任內被歸功於COVID-19疫情期間促成台湾口罩外交；2021年6月，他辭去駐美代表處的職務。

## 臺北市議員
2021年10月，趙怡翔在臉書宣布將參選臺北市議員，成為湧言會第六選區（大安、文山區）的參選人。回應加入湧言會一事，他歸因先前和市議員阮昭雄以及立法院外交及國防委員會成員趙天麟、王定宇的工作往來。

## 個人生活
趙怡翔2018年5月25日與朱書嫻結婚。2022年8月14日 長子出生°

## 選舉紀錄
| 年度 | 選舉屆數               | 選舉區           | 所屬政黨   | 得票數 | 得票率 | 當選標記 | 備註 |
| ---- | ---------------------- | ---------------- | ---------- | ------ | ------ | -------- | ---- |
| 2022 | 第十四屆臺北市議員選舉 | 臺北市第六選舉區 | 民主進步黨 | 17,489 | 6.13%  |          |      |

## 外部連結
- 赵怡翔的Facebook專頁